# Monastère de Ješevac
Le monastère de Ješevac (en serbe cyrillique : Манастир Јешевац ; en serbe latin : Manastir Ješevac) est un monastère orthodoxe serbe situé à Donja Vrbava, dans la municipalité de Gornji Milanovac et dans le district de Moravica, en Serbie. Il est inscrit sur la liste des monuments culturels protégés de la République de Serbie (identifiant no SK 970),,.